# Leon Bielski

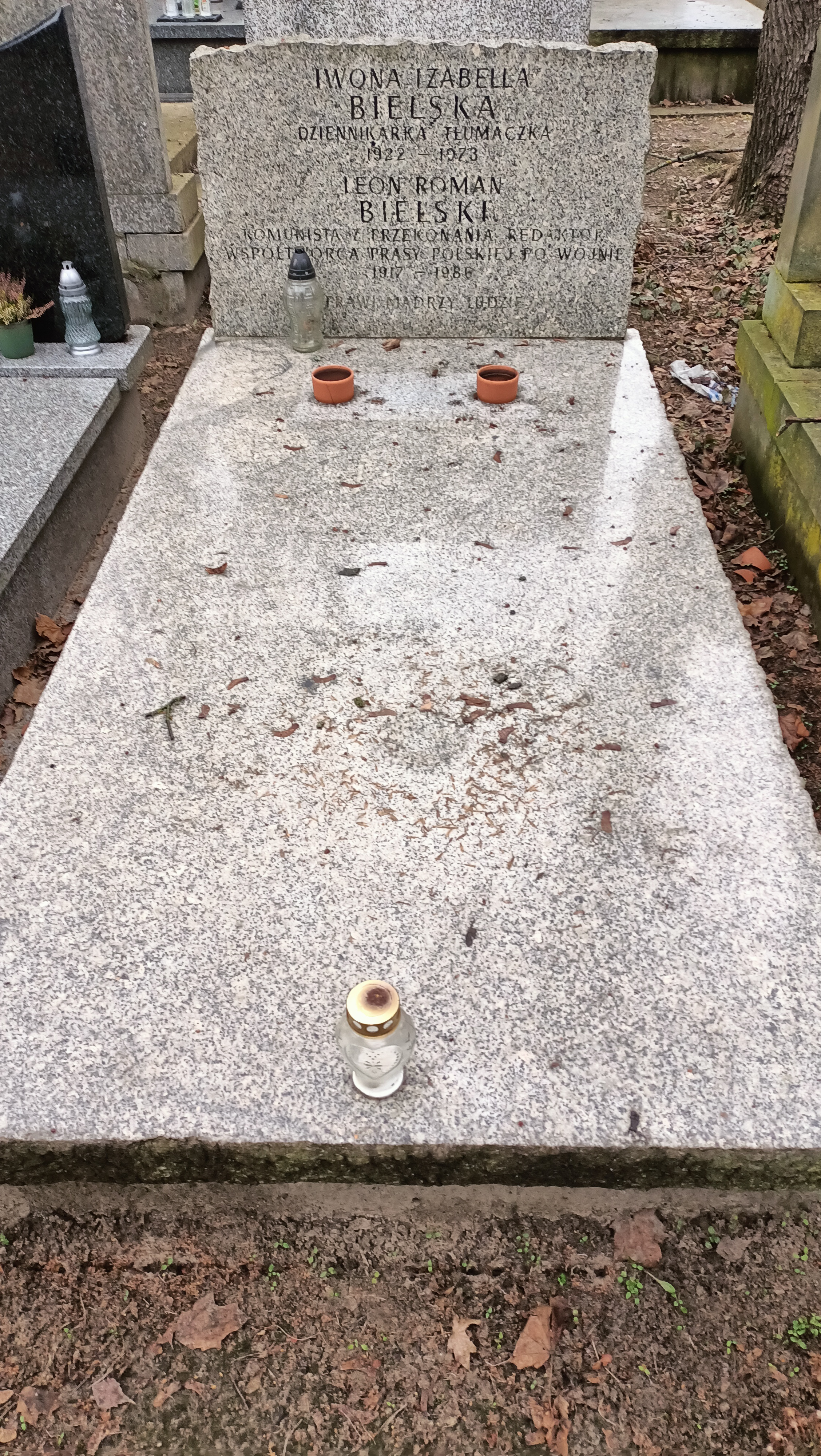
Grób Leona Bielskiego na Cmentarzu Wojskowym na Powązkach

Leon Bielski, także Roman Bielski, pierwotnie Leopold Klagsblad (ur. 28 października 1917 w Kętach lub Częstochowie, zm. 26 września 1986) – polski działacz partyjny i państwowy oraz dziennikarz narodowości żydowskiej, podsekretarz stanu w Ministerstwie Żeglugi (1949–1953).

## Życiorys
Syn Grzegorza i Zofii, pochodził z rodziny żydowskiej. W 1933 wstąpił do Komunistycznej Partii Polski, był członkiem Komitetu Dzielnicowego KPP w Kętach. Działał jednocześnie w Komunistycznej Partii Zachodniej Ukrainy, pomiędzy 1934 a 1936 członek Komitetu Miejskiego i wicesekretarz Komitetu Okręgowego KPZU w Przemyślu. Za działalność komunistyczną uwięziony w Zakładzie Karnym w Rawiczu, z którego uciekł we wrześniu 1939. Od 1939 do 1940 sekretarz Obkom Medsantrud w Drohobyczu. Pomiędzy 1940 a 1943 studiował na uczelniach w Charkowie i Moskwie, w tym od 1941 do 1943 w Wyższej Szkole Partyjnej Kominternu w Moskwie.
Od 1943 członek Polskiej Partii Robotniczej, następnie w Polskiej Zjednoczonej Partii Robotniczej. Jesienią 1943 został przerzucony przez radzieckich komunistów na Polesie, skąd dociera do Lubelszczyzny. W 1944 został pełnomocnikiem Polskiego Komitetu Wyzwolenia Narodowego ds. wojennych dostaw rzeczowych. Od 1945 redaktor naczelny „Trybuny Robotniczej” i zarazem członek egzekutywy Komitetu Wojewódzkiego PPR w Katowicach. Następnie w latach 1947–1949 kierował Robotniczą Spółdzielnią Wydawniczą „Prasa”. Został delegatem na zjazd zjednoczeniowy oraz I, II, III i IV zjazd PZPR, ponadto zasiadał w Centralnej Komisji Rewizyjnej PZPR (1948–1964) oraz Komisji Prasowej KC PRR/PZPR. Od czerwca 1949 do maja 1953 podsekretarz stanu w Ministerstwie Żeglugi, następnie do 1956 wiceprezes Centralnego Urzędu Wydawnictw, Przemysłu Graficznego i Księgarstwa. W kolejnych latach był redaktorem naczelnym Rozgłośni Kraj w Polskim Radiu (1956–1958), „Magazynu Polskiego” (1956–1957), „7 Dni w Polsce”(1957–1958) i „Expressu Wieczornego” (1958–1968), następnie od 1968 do 1972 korespondentem Agencji Robotniczej w Berlinie i Moskwie. W latach 60. był badany przez kontrwywiad Ministerstwa Spraw Wewnętrznych. Autor publikacji pamiętnikarskiej Spotkanie z ziemią (1965).
Został pochowany na Cmentarzu Wojskowym na Powązkach.